# Eisenkaul
Eisenkaul ist ein Wohnplatz in der Gemeinde Kürten im Rheinisch-Bergischen Kreis.

## Lage und Beschreibung
Der Ort liegt im Nordwesten der Gemeinde Kürten an der Bundesstraße 506 zwischen Unterossenbach und Weiden. Die Bundesstraße hat in diesem Abschnitt die gleiche Trassenführung wie der alte Heerweg Köln–Wipperfürth–Soest, eine bedeutende mittelalterliche Altfernstraße von Köln über Wipperfürth nach Soest.

## Geschichte
Die Topographia Ducatus Montani des Erich Philipp Ploennies aus dem Jahre 1715, Blatt Amt Steinbach, belegt, dass der Ort bereits 1715 als Ort mit einem Hof bestand und als Iserkuhl bezeichnet wurde. Carl Friedrich von Wiebeking benennt die Hofschaft auf seiner Charte des Herzogthums Berg 1789 als Eiserkuhl. Aus ihr geht hervor, dass Eisenkaul zu dieser Zeit Teil der Honschaft Bechen im Kirchspiel Bechen im Landgericht Kürten war.
Unter der französischen Verwaltung zwischen 1806 und 1813 wurde das Amt Steinbach aufgelöst und der Ort wurde politisch der Gemeinde Bechen in der Mairie Kürten im Kanton Wipperfürth  im Arrondissement Elberfeld zugeordnet. 1816 wandelten die Preußen die Mairie zur Bürgermeisterei Kürten im Kreis Wipperfürth.
Der Ort ist auf der Topographischen Aufnahme der Rheinlande von 1824 als Eisenkuhl und auf der Preußischen Uraufnahme von 1840 als Eisenkaul verzeichnet.
Ab der Preußischen Neuaufnahme von 1892 ist er auf Messtischblättern regelmäßig als Eisenkaul verzeichnet.
1822 lebten 28 Menschen im als Hof kategorisierten und Eiserkuhlen bezeichneten Ort.
1830 hatte der Ort 31 Einwohner und wurde mit Eiserkuhlen bezeichnet.
Der 1845 laut der Uebersicht des Regierungs-Bezirks Cöln als Hof kategorisierte Ort besaß zu dieser Zeit vier Wohnhäuser. Zu dieser Zeit lebten 25 Einwohner im Ort, davon alle katholischen Bekenntnisses.
Die Gemeinde- und Gutbezirksstatistik der Rheinprovinz führt Eisenkaul 1871 mit vier Wohnhäusern und 21 Einwohnern auf.
Im Gemeindelexikon für die Provinz Rheinland von 1888 werden sechs Wohnhäuser mit 24 Einwohnern angegeben.
1895 hatte der Ort sechs Wohnhäuser und 30 Einwohner.
1905 besaß der Ort sechs Wohnhäuser und 23 Einwohner und gehörte konfessionell zum katholischen Kirchspiel Bechen.
1927 wurden die Bürgermeisterei Kürten in das Amt Kürten überführt. In der Weimarer Republik wurden 1929 die Ämter Kürten mit den Gemeinden Kürten und Bechen und Olpe mit den Gemeinden Olpe und Wipperfeld zum Amt Kürten zusammengelegt. Der Kreis Wipperfürth ging am 1. Oktober 1932 in den Rheinisch-Bergischen Kreis mit Sitz in Bergisch Gladbach auf.
1975 entstand aufgrund des Köln-Gesetzes die heutige Gemeinde Kürten, zu der neben den Ämtern Kürten, Bechen und Olpe ein Teilgebiet der Stadt Bensberg mit Dürscheid und den umliegenden Gebieten kam.